# Provincias de la República Dominicana
La República Dominicana es un estado unitario y se divide administrativamente en provincias encabezadas por un gobernador designado mediante decreto directamente por el presidente de la nación, a diferencia de los municipios cuyos alcaldes son escogidos en elecciones directas por la población.
El territorio del país está dividido en 31 provincias y 1 distrito nacional, los cuales a su vez están subdivididos en un total de 158 municipios y 235 distritos.

## Tabla de provincias
| Escudo | Provincia              | Capital                  | Ciudad más poblada       | Región de Desarrollo | Superficie (km²) | Población (2021) | Densidad (hab./km²) | Latitud  | Longitud  | Mapa |
| ------ | ---------------------- | ------------------------ | ------------------------ | -------------------- | ---------------- | ---------------- | ------------------- | -------- | --------- | ---- |
|        | Azua                   | Azua de Compostela       | Azua de Compostela       | Valdesia             | 2531.77          | 222 610          | 86.59               | 18.45319 | -70.7349  |      |
|        | Bahoruco               | Neiba                    | Neiba                    | Enriquillo           | 1282.23          | 101 306          | 77.40               | 18.4863  | -71.4150  |      |
|        | Barahona               | Barahona                 | Barahona                 | Enriquillo           | 1739.38          | 189 100          | 108.49              | 18.20854 | -71.10077 |      |
|        | Dajabón                | Dajabón                  | Dajabón                  | Cibao Noroeste       | 1020.73          | 66 675           | 63.95               | 19.54878 | -71.70829 |      |
|        | Duarte                 | San Francisco de Macorís | San Francisco de Macorís | Cibao Nordeste       | 1605.35          | 299 583          | 183.70              | 19.28939 | -70.25787 |      |
|        | El Seibo               | El Seibo                 | El Seibo                 | Yuma                 | 1786.80          | 94 049           | 63.58               | 18.76559 | -69.03886 |      |
|        | Elías Piña             | Comendador               | Comendador               | El Valle             | 1426.20          | 63 303           | 35.51               | 18.87667 | -71.70294 |      |
|        | Espaillat              | Moca                     | Moca                     | Cibao Norte          | 838.62           | 240 428          | 281.97              | 19.62773 | -70.27799 |      |
|        | Hato Mayor             | Hato Mayor               | Hato Mayor               | Higuamo              | 1329.29          | 85 747           | 64.37               | 18.76216 | -69.25647 |      |
|        | Hermanas Mirabal       | Salcedo                  | Salcedo                  | Cibao Nordeste       | 440.43           | 92 045           | 209.78              | 19.37350 | -70.41883 |      |
|        | Independencia          | Jimaní                   | Duvergé                  | Enriquillo           | 2006.44          | 58 951           | 27.73               | 18.48769 | -71.85150 |      |
|        | La Altagracia          | Salvaleón de Higüey      | Salvaleón de Higüey      | Yuma                 | 3010.34          | 360 874          | 104.61              | 18.61467 | -68.71714 |      |
|        | La Romana              | La Romana                | La Romana                | Yuma                 | 653.95           | 274 894          | 397.59              | 18.42241 | -68.96631 |      |
|        | La Vega                | La Vega                  | La Vega                  | Cibao Sur            | 2287.24          | 412 469          | 176.64              | 19.22378 | -70.53276 |      |
|        | María Trinidad Sánchez | Nagua                    | Nagua                    | Cibao Nordeste       | 1271.71          | 140 954          | 111.17              | 19.36668 | -69.85113 |      |
|        | Monseñor Nouel         | Bonao                    | Bonao                    | Cibao Sur            | 992.39           | 174 959          | 171.51              | 18.92721 | -70.39728 |      |
|        | Monte Cristi           | Monte Cristi             | Guayubín                 | Cibao Noroeste       | 1924.35          | 117 736          | 59.22               | 19.84992 | -71.64884 |      |
|        | Monte Plata            | Monte Plata              | Yamasá                   | Higuamo              | 2632.14          | 191 447          | 71.68               | 18.80776 | -69.78479 |      |
|        | Pedernales             | Pedernales               | Pedernales               | Enriquillo           | 2074.53          | 35 280           | 16.12               | 18.03332 | -71.74310 |      |
|        | Peravia                | Baní                     | Baní                     | Valdesia             | 792.33           | 198 499          | 241.62              | 18.27941 | -70.33225 |      |
|        | Puerto Plata           | Puerto Plata             | Puerto Plata             | Cibao Norte          | 1852.90          | 333 940          | 177.29              | 19.78358 | -70.67147 |      |
|        | Samaná                 | Santa Bárbara de Samaná  | Santa Bárbara de Samaná  | Cibao Nordeste       | 853.74           | 113 036          | 125.62              | 19.20266 | -69.33563 |      |
|        | San Cristóbal          | San Cristóbal            | San Cristóbal            | Valdesia             | 1265.77          | 643 595          | 505.93              | 18.41593 | -70.11085 |      |
|        | San José de Ocoa       | San José de Ocoa         | San José de Ocoa         | Valdesia             | 855.4            | 53 833           | 45.11               | 18.54379 | -70.50703 |      |
|        | San Juan               | San Juan de la Maguana   | San Juan de la Maguana   | El Valle             | 3569.39          | 220 264          | 266.12              | 18.80690 | -71.23250 |      |
|        | San Pedro de Macorís   | San Pedro de Macorís     | San Pedro de Macorís     | Higuamo              | 1255.46          | 306 002          | 83.66               | 18.46374 | -69.30405 |      |
|        | Sánchez Ramírez        | Cotuí                    | Cotuí                    | Cibao Sur            | 1196.13          | 151 888          | 121.09              | 19.05119 | -70.14681 |      |
|        | Santiago               | Santiago                 | Santiago                 | Cibao Norte          | 2836.51          | 1 052 088        | 355.30              | 19.45084 | -70.69472 |      |
|        | Santiago Rodríguez     | San Ignacio de Sabaneta  | San Ignacio de Sabaneta  | Cibao Noroeste       | 1111.14          | 57 209           | 51.71               | 19.47912 | -71.34573 |      |
|        | Santo Domingo          | Santo Domingo Este       | Santo Domingo Norte      | Ozama                | 1301.84          | 2 955 339        | 2036.08             | 18.47769 | -69.88334 |      |
|        | Valverde               | Mao                      | Mao                      | Cibao Noroeste       | 823.38           | 177 865          | 207.06              | 19.54818 | -71.08257 |      |
|        | Distrito Nacional      | Santo Domingo            | Santo Domingo            | Ozama                | 104.44           | 1 049 567        | 9651.45             | 18.44953 | -69.97564 |      |

## División regional
Es el decreto presidencial 710-2004 el que define las Regiones de Desarrollo en que se divide administrativamente la República Dominicana y establece la regionalización del país.
El arreglo se realizó con el objetivo de facilitar la aplicación de las políticas públicas y divide el país en 3 macro-regiones:
1. Macrorregión Cibao (o Norte)
2. Macrorregión Sur (o Suroeste)
3. Macrorregión Oriental (o Este, o Sureste).

Cada una de estas se subdivide a su vez en regiones de desarrollo.
Todas las instancias del estado deben acomodar sus planes y ejecuciones a este arreglo.
Los objetivos de la división administrativa son:
- Descentralizar la administración y las funciones públicas del estado
- Dinamizar el desarrollo regional
- Garantizar la participación de la comunidad y de sus diversas organizaciones
- Garantizar la continuidad en la gestión de la función pública

| Macroregiones   | # de Región | Regiones de Desarrollo | Provincias             |
| --------------- | ----------- | ---------------------- | ---------------------- |
| Cibao           | I           | Cibao Norte            | Espaillat              |
| Cibao           | I           | Cibao Norte            | Puerto Plata           |
| Cibao           | I           | Cibao Norte            | Santiago               |
| Cibao           | II          | Cibao Sur              | La Vega                |
| Cibao           | II          | Cibao Sur              | Monseñor Nouel         |
| Cibao           | II          | Cibao Sur              | Sánchez Ramírez        |
| Cibao           | III         | Cibao Nordeste         | Duarte                 |
| Cibao           | III         | Cibao Nordeste         | Hermanas Mirabal       |
| Cibao           | III         | Cibao Nordeste         | María Trinidad Sánchez |
| Cibao           | III         | Cibao Nordeste         | Samaná                 |
| Cibao           | IV          | Cibao Noroeste         | Dajabón                |
| Cibao           | IV          | Cibao Noroeste         | Monte Cristi           |
| Cibao           | IV          | Cibao Noroeste         | Santiago Rodríguez     |
| Cibao           | IV          | Cibao Noroeste         | Valverde               |
| Sur             | V           | Valdesia               | Azua                   |
| Sur             | V           | Valdesia               | Peravia                |
| Sur             | V           | Valdesia               | San José de Ocoa       |
| Sur             | V           | Valdesia               | San Cristóbal          |
| Sur             | VI          | El Valle               | Elías Piña             |
| Sur             | VI          | El Valle               | San Juan               |
| Sur             | VII         | Enriquillo             | Barahona               |
| Sur             | VII         | Enriquillo             | Bahoruco               |
| Sur             | VII         | Enriquillo             | Independencia          |
| Sur             | VII         | Enriquillo             | Pedernales             |
| Oriental o Este | VIII        | Yuma                   | La Romana              |
| Oriental o Este | VIII        | Yuma                   | La Altagracia          |
| Oriental o Este | VIII        | Yuma                   | El Seibo               |
| Oriental o Este | IX          | Higuamo                | Hato Mayor             |
| Oriental o Este | IX          | Higuamo                | Monte Plata            |
| Oriental o Este | IX          | Higuamo                | San Pedro de Macorís   |
| Oriental o Este | X           | Ozama                  | Distrito Nacional      |
| Oriental o Este | X           | Ozama                  | Santo Domingo          |

## Clasificaciones geodemográficas

### Por población (censo de 2010[6])
|      | Provincia              | Población | Porcentaje | Densidad (hab/km²) |
| ---- | ---------------------- | --------- | ---------- | ------------------ |
| 1.ª  | Santo Domingo          | 2.374.370 | 25,1%      | 1.302,20           |
| 2.ª  | Distrito Nacional      | 965.040   | 10,2%      | 10.535,37          |
| 3.ª  | Santiago               | 963.422   | 10,2%      | 343,31             |
| 4.ª  | San Cristóbal          | 569.930   | 6,0%       | 459,40             |
| 5.ª  | La Vega                | 394.205   | 4,2%       | 171,95             |
| 6.ª  | Puerto Plata           | 321.597   | 3,4%       | 178,11             |
| 7.ª  | San Pedro de Macorís   | 290.458   | 3,1%       | 231,57             |
| 8.ª  | Duarte                 | 289.574   | 3,1%       | 175,55             |
| 9.ª  | La Altagracia          | 273.210   | 2,9%       | 91,12              |
| 10.ª | La Romana              | 245.433   | 2,6%       | 376,37             |
| 11.ª | San Juan               | 232.333   | 2,5%       | 69,07              |
| 12.ª | Espaillat              | 231.938   | 2,5%       | 275.13             |
| 13.ª | Azua                   | 214.311   | 2,3%       | 79,89              |
| 14.ª | Barahona               | 187.105   | 2,0%       | 112,70             |
| 15.ª | Monte Plata            | 185.956   | 2,0%       | 71,48              |
| 16.ª | Peravia                | 184.344   | 2,0%       | 234,77             |
| 17.ª | Monseñor Nouel         | 165.224   | 1,7%       | 166,56             |
| 18.ª | Valverde               | 163.030   | 1,7%       | 198,09             |
| 19.ª | Sánchez Ramírez        | 151.392   | 1,6%       | 127,67             |
| 20.ª | María Trinidad Sánchez | 140.925   | 1,5%       | 116,80             |
| 21.ª | Montecristi            | 109.607   | 1,2%       | 58,12              |
| 22.ª | Samaná                 | 101.494   | 1,1%       | 117,63             |
| 23.ª | Bahoruco               | 97.313    | 1,0%       | 75,74              |
| 24.ª | Hermanas Mirabal       | 92.193    | 1,0%       | 215,71             |
| 25.ª | El Seibo               | 87.680    | 0,9%       | 49,03              |
| 26.ª | Hato Mayor             | 85.017    | 0,9%       | 64,44              |
| 27.ª | Dajabón                | 63.955    | 0,7%       | 62,62              |
| 28.ª | Elías Piña             | 63.029    | 0,7%       | 45,17              |
| 29.ª | San José de Ocoa       | 59.544    | 0,6%       | 69,77              |
| 30.ª | Santiago Rodríguez     | 57.476    | 0,6%       | 50.09              |
| 31.ª | Independencia          | 52.589    | 0,6%       | 26,20              |
| 32.ª | Pedernales             | 31.587    | 0,3%       | 15,18              |

### Por superficie
|      | Provincia              | Superficie (km²) | Porcentaje | Densidad (hab/km²) |
| ---- | ---------------------- | ---------------- | ---------- | ------------------ |
| 1.ª  | San Juan               | 3.363,8          | 7,0%       | 69,07              |
| 2.ª  | La Altagracia          | 2.998,4          | 6,2%       | 91,12              |
| 3.ª  | Santiago               | 2.806,3          | 5,8%       | 343,31             |
| 4.ª  | Azua                   | 2.682,5          | 5,6%       | 79,89              |
| 5.ª  | Monte Plata            | 2.601,6          | 5,4%       | 71,48              |
| 6.ª  | La Vega                | 2.292,5          | 4,7%       | 171,95             |
| 7.ª  | Pedernales             | 2.080,5          | 4,3%       | 15,18              |
| 8.ª  | Independencia          | 2.007,4          | 4,2%       | 26,20              |
| 9.ª  | Montecristi            | 1.885,8          | 3,9%       | 58,12              |
| 10.ª | Puerto Plata           | 1.805,6          | 3,7%       | 178,11             |
| 11.ª | El Seibo               | 1.788,4          | 3,7%       | 49,03              |
| 12.ª | Barahona               | 1.660,2          | 3,4%       | 112,70             |
| 13.ª | Duarte                 | 1.649,5          | 3,4%       | 175,55             |
| 14.ª | Elías Piña             | 1.395,5          | 2,9%       | 45,17              |
| 15.ª | Hato Mayor             | 1.319,3          | 2,7%       | 64,44              |
| 16.ª | Santo Domingo          | 1.302,2          | 2,7%       | 1.823,35           |
| 17.ª | Bahoruco               | 1.284,9          | 2.7%       | 75,74              |
| 18.ª | San Pedro de Macorís   | 1.254,3          | 2,6%       | 231,57             |
| 19.ª | San Cristóbal          | 1.240,6          | 2,6%       | 459,40             |
| 20.ª | María Trinidad Sánchez | 1.206,5          | 2,5%       | 116,80             |
| 21.ª | Sánchez Ramírez        | 1.185,8          | 2,5%       | 127,67             |
| 22.ª | Santiago Rodríguez     | 1.147,5          | 2,4%       | 50.09              |
| 23.ª | Dajabón                | 1.021,3          | 2,1%       | 62,62              |
| 24.ª | Monseñor Nouel         | 992.0            | 2,1%       | 166,56             |
| 25.ª | Samaná                 | 862.8            | 1,8%       | 117,63             |
| 26.ª | San José de Ocoa       | 853,4            | 1,8%       | 69,77              |
| 27.ª | Espaillat              | 843,0            | 1,7%       | 275.13             |
| 28.ª | Valverde               | 823,0            | 1,7%       | 198,09             |
| 29.ª | Peravia                | 785,2            | 1,6%       | 234,77             |
| 30.ª | La Romana              | 652,1            | 1,3%       | 376,37             |
| 31.ª | Hermanas Mirabal       | 427,4            | 0,9%       | 215,71             |
| 32.ª | Distrito Nacional      | 91,6             | 0,2%       | 10.535,37          |